# 梁文廣
梁文廣，MH（1984年8月3日—），香港建制派政治人物，現任九龍社團聯會副秘書長、西九新動力副主席、房委會資助房屋小組委員及公屋聯會副主席，現任香港立法會議員（九龍西），前深水埗區議會富昌選區議員。

## 簡介
梁文廣畢業於大角嘴天主教小學（1996年）、聖芳濟書院（2002年中五）及天主教新民書院（2004年中七），在香港浸會大學完成中國商業副學士課程及在香港公開大學取得中國商業工商管理學士學位。

## 從政
他在2003年香港區議會選舉中曾在民協做實習，幫助時為的民協成員的油尖旺區議員許德亮，自此與政治結下不解緣。
2007年畢業後於成為時任深水埗區議會主席、委任議員陳東的助理，後在2011年香港區議會選舉，梁文廣被安排於深水埗區富昌選區出選，首次參選便取得二千二百多票，約四百票差成功擊敗爭取連任的民協時任區議員黎慧蘭，當選深水埗區議員。
在2012年香港立法會選舉中，梁文廣排在梁美芬名單第4位，代表西九新動力參選九龍西選區，最終協助梁美芬成功當選連任。
在2015年香港區議會選舉中，梁文廣於富昌選區爭取連任，遇上民協派出李炯挑戰，最終梁文廣取近三千票，以超過百分之五十八的得票率成功連任深水埗區議員。
在2016年香港立法會選舉中，梁文廣排在梁美芬名單第2位，代表西九新動力及經民聯參選九龍西選區，再次協助梁美芬成功當選連任。

### 2018年11月香港立法會九龍西地方選區補選
梁文廣一直被視為九龍西立法會議員經民聯梁美芬的大熱接棒人選，在2018年11月香港立法會九龍西地方選區補選中，他曾力爭代表親中派出線，更許下不參選2020年香港立法會選舉的承諾。
當時梁和無綫新聞前主播，食物及衞生局政治助理陳凱欣爭取建制派出線權，於爭取出線期間，梁文廣曾炮轟陳凱欣忽視地區，但最終親中派派出陳凱欣出選，並成功當選。

### 2019年香港區議會選舉
在2019年香港區議會選舉中，梁文廣於富昌選區爭取連任，遇上首次參選的黃傑朗組織長沙灣西社區陣線挑戰。黃傑朗批評梁文廣，指其只『照顧』老人家，忽視年輕人聲音。
在反送中運動推高投票率下，梁文廣雖取4,097票，仍以184票差距落敗，失去深水埗區議員一職。

### 2021年香港立法會選舉
在2021年香港立法會選舉中，梁文廣以西九新動力的名義參選九龍西地方選區，最終取得36,840票，成功當選。

## 歷屆選舉結果
| 政党         | 政党                     | 候选人       | 票数    | %     | ± |
| ------------ | ------------------------ | ------------ | ------- | ----- | - |
|              | 西九新動力               | 1. 梁文廣    | 36,840  | 31.45 |   |
|              | 獨立                     | 2. 馮檢基    | 15,961  | 13.62 |   |
|              | 民建聯                   | 3. 鄭泳舜    | 64,353  | 54.93 |   |
| 總有效票數   | 總有效票數               | 總有效票數   | 117,154 | 97.79 |   |
| 無效票       | 無效票                   | 無效票       | 2,650   | 2.21  |   |
| 投票率       | 投票率                   | 投票率       | 119,804 | 31.40 |   |
| 登記選民人數 | 登記選民人數             | 登記選民人數 | 381,484 |       |   |
|              | 民建聯胜出（新议席）     |              |         |       |   |
|              | 西九新動力胜出（新议席） |              |         |       |   |

| 政党   | 政党                 | 候选人    | 票数  | %     | ±      |
| ------ | -------------------- | --------- | ----- | ----- | ------ |
|        | 經民聯/西 西九新動力 | ①. 梁文廣 | 4,097 | 48.90 | -9.36  |
|        | 長西社陣             | ②. 黃傑朗 | 4,281 | 51.10 | 不適用 |
| 多数票 | 多数票               | 多数票    | 184   | 2.2   | -14.32 |

| 政党   | 政党       | 候选人    | 票数  | %     | ±     |
| ------ | ---------- | --------- | ----- | ----- | ----- |
|        | 民協       | ①. 李炯   | 2,130 | 41.74 | -0.84 |
|        | 西九新動力 | ②. 梁文廣 | 2,973 | 58.26 | +5.36 |
| 多数票 | 多数票     | 多数票    | 843   | 16.52 | +6.20 |

| 政党   | 政党       | 候选人 | 票数  | %     | ±      |
| ------ | ---------- | ------ | ----- | ----- | ------ |
|        | 民協       | 黎慧蘭 | 1,799 | 42.58 | -11.67 |
|        | 人民力量   | 葉智德 | 191   | 4.52  | 不適用 |
|        | 西九新動力 | 梁文廣 | 2,235 | 52.90 | 不適用 |
| 多数票 | 多数票     | 多数票 | 436   | 10.32 | +1.83  |

## 資料來源
1. ↑  . 東方日報. 2021-12-21  [2021-12-21]. （原始内容存档于2021-12-21）.
2. ↑  憲報號外第19卷第40期 （页面存档备份，存于），香港政府
3. ↑  .   [2025-05-05]. （原始内容存档于2022-06-20）.
4. ↑  . 橙新聞.   [2025-05-05]. （原始内容存档于2025-02-13）.
5. ↑  . 都會學園 香港. 2019  [2019-05-09]. （原始内容存档于2020-12-10）.
6. ↑  . 蘋果日報. 2018-07-02  [2018-04-27]. （原始内容存档于2020-12-10）.
7. ↑  . www.elections.gov.hk.   [2018-04-27]. （原始内容存档于2018-06-13）.
8. ↑  . www.elections.gov.hk.   [2018-04-27]. （原始内容存档于2018-06-13）.
9. ↑  . www.elections.gov.hk.   [2018-04-27]. （原始内容存档于2018-06-13）.
10. ↑  . www.elections.gov.hk.   [2018-04-27]. （原始内容存档于2018-06-12）.
11. ↑  . 香港01. 2018-07-28  [2018-07-29]. （原始内容存档于2021-05-01）.
12. ↑  . 蘋果日報. 2018-09-08  [2020-07-10]. （原始内容存档于2020-07-11）.
13. ↑  .   [2020-07-10]. （原始内容存档于2020-07-12）.
14. ↑  . www.elections.gov.hk.   [2020-02-29]. （原始内容存档于2019-12-24）.

## 外部連結
- 街坊無食水 梁文廣半小時拆解（页面存档备份，存于）
- 梁文廣的Facebook專頁

| 議會席位      | 議會席位                                                 | 議會席位      |
| ------------- | -------------------------------------------------------- | ------------- |
| 前任： 黎慧蘭 | 深水埗區議會 富昌選區區議員 2012年1月1日－2019年12月31日 | 繼任： 黃傑朗 |